# Église Saint-Thomas de Boževac
Pour les articles homonymes, voir Église Saint-Thomas.
L'église Saint-Thomas de Boževac (en serbe cyrillique : Црква Светог Томе у Божевцу ; en serbe latin : Crkva Svetog Tome u Boževcu) est une église orthodoxe serbe située à Boževac, dans la municipalité de Malo Crniće et dans le district de Braničevo en Serbie. Elle est inscrite sur la liste des monuments culturels protégés de la république de Serbie (identifiant no SK 701).

## Présentation
Située au centre du village, l'église a été construite entre 1890 et 1893 sur des plans de l'architecte Svetozar Ivačković dans le style de Hansen
.
Elle s'inscrit librement dans un plan cruciforme et elle est constituée de l'abside du chœur à l'est, de la nef et d'un narthex avec une galerie à l'ouest ; elle est surmontée d'un grand dôme central et la façade occidentale est dominée par un clocher. La décoration des façades est influencée par l'école de Hansen ; de quadruples fenêtres en marbre blanc en forme de lancettes se trouvent sur les façades latérales et une frise avec des arcades aveugles qui court en-dessous de la corniche du toit.
À l'intérieur, l'iconostase de style classique a été peinte en 1896 par un artiste inconnu de formation académique ; certaines icônes portent le nom de leurs donateurs, notamment ceux des industriels Anton et Ignjat Bajloni. L'édifice abrite aussi des icônes mobiles, des livres et des objets liturgiques ainsi que du mobilier d'église.
Sur le parvis de l'église se dresse un monument en l'honneur des soldats morts au cours de la Première Guerre mondiale ; ce monument en marbre noir prend la forme d'un obélisque ; il a été érigé en 1922.